# Boikoponura
Boikoponura (del ruso: Бойкопонура) es un jútor del raión de Kalíninskaya del krai de Krasnodar de Rusia. Está situado en la orilla izquierda del río Ponura, un afluente del delta del río Kirpili, 16 km al sudeste de Kalíninskaya y 40 km al noroeste de Krasnodar, la capital del krai.  Tenía 2 018 habitantes en 2010.
Es cabeza del municipio Boikoponurskoye, al que pertenecen asimismo Dolinovskoye, Andréyevskaya y Vasílievka.